# Andreas Norlén
Andreas Norlén (Bromma, 6 maggio 1973) è un politico svedese.
Esponente del Partito Moderato, ricopre l'incarico di deputato dal 2006; nel 2018 è stato eletto presidente del Riksdag, venendo riconfermato nel 2022.